# にゃあ板
にゃあ板は、2ちゃんねる掲示板の外郭掲示板であるPINKちゃんねるに属する板の一つである。2013年4月18日に実験的に作られた掲示板。